# 小根马先蒿
小根马先蒿（学名：Pedicularis leptorhiza）为玄参科马先蒿属下的一个种。

## 扩展阅读
- 維基物種上的相關：小根马先蒿